# Christian Sprenger (Handballspieler)
Christian Sprenger (* 6. April 1983 in Ludwigsfelde) ist ein ehemaliger deutscher Handballspieler und gelernter Sport- und Fitnesskaufmann. Seine Spielposition war Rechtsaußen, er konnte aber auch auf der rechten Rückraumseite eingesetzt werden. Mittlerweile ist er als Handballtrainer tätig.

## Karriere

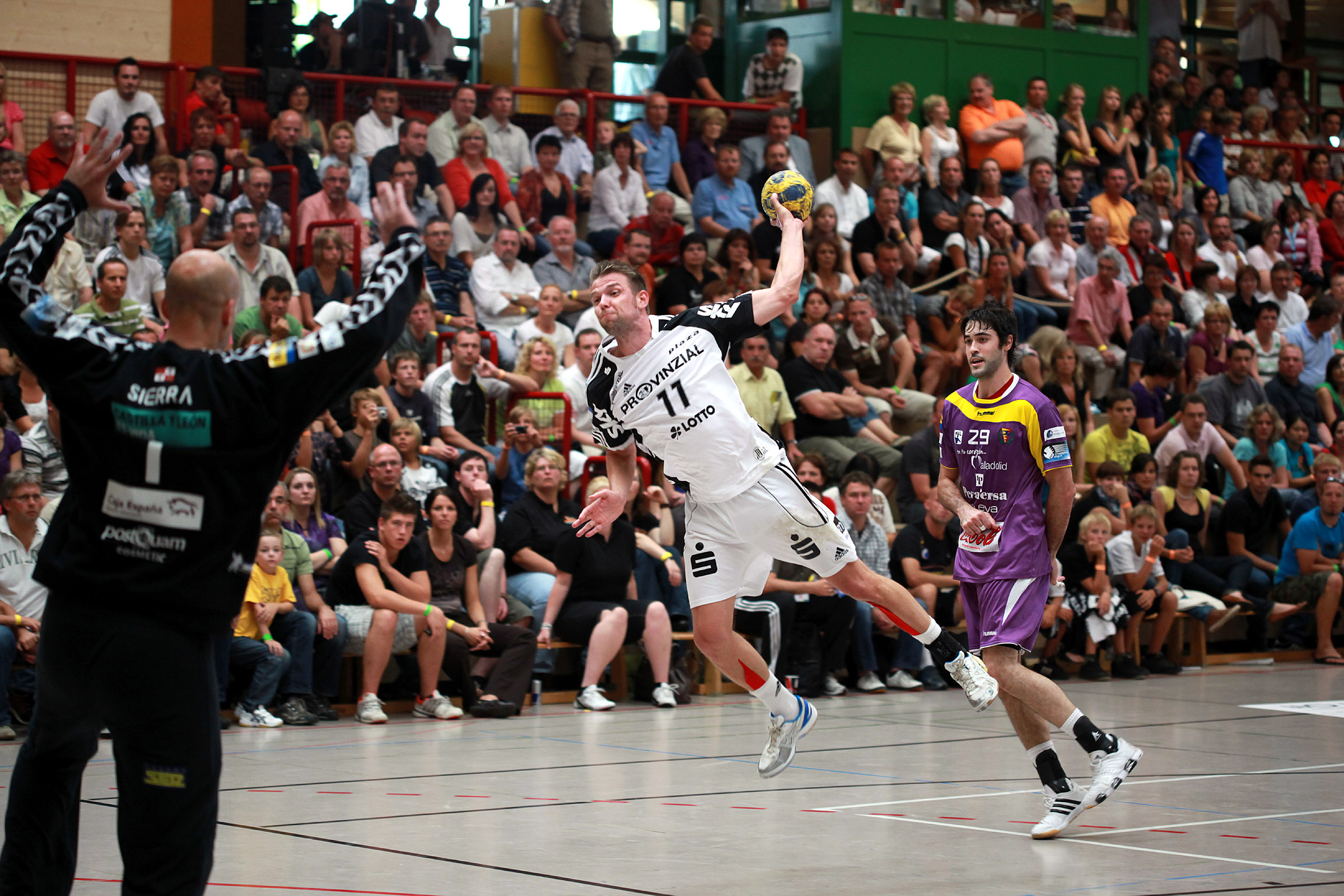
Christian Sprenger bei einem Tempogegenstoß

### Verein
Im Alter von acht Jahren, nach einem Abstecher in den Judosport, entschied sich Christian Sprenger für die Sportart Handball und durchlief die Jugendabteilungen des Ludwigsfelder HC.
Zur Saison 1998/99 wechselte er in die B-Jugend des SC Magdeburg. Bereits mit der Jugend des SCM errang Sprenger diverse A- und B-Jugendmeistertitel und wurde 2000 Schülerweltmeister. Über die A-Jugend und die 2. Mannschaft, die damals noch in der Regionalliga spielte, gelangte er schließlich in den Sichtungskader der Bundesligamannschaft. Für diese lief er im Jahre 2002 zum ersten Mal auf. Seit der Saison 2003/04 kam er, parallel zu den Einsätzen im Team der SC Magdeburg Youngsters in der 2. Handball-Bundesliga, regelmäßig in der Bundesligamannschaft des SC Magdeburg zum Einsatz.
Den Gewinn des EHF-Pokal verpasste Sprenger mit dem SC Magdeburg 2005 nach einem scheinbar sicheren 8-Tore-Vorsprung ganz knapp, um es zwei Jahre später schließlich besser zu machen. In der Saison 2006/07 setzte man sich gegen den CAI Aragón aus Saragossa/Spanien durch und sicherte sich damit den Cup nach 1999 und 2001 zum dritten Mal.
Zwei langwierige Sprunggelenks- bzw. Sehnenverletzungen, die ihren Ursprung im Bundesliga-Spiel gegen den TBV Lemgo vom 28. März 2006 hatten, welche zwei Operationen nötig machten, verhinderten auch weitere Einsätze im Nationalmannschaftstrikot. Erst zur Saison 2006/07 kehrte er nach einem halben Jahr Verletzungspause im Spiel gegen die Rhein-Neckar Löwen am 10. September 2006 in den Kader des SCM zurück.

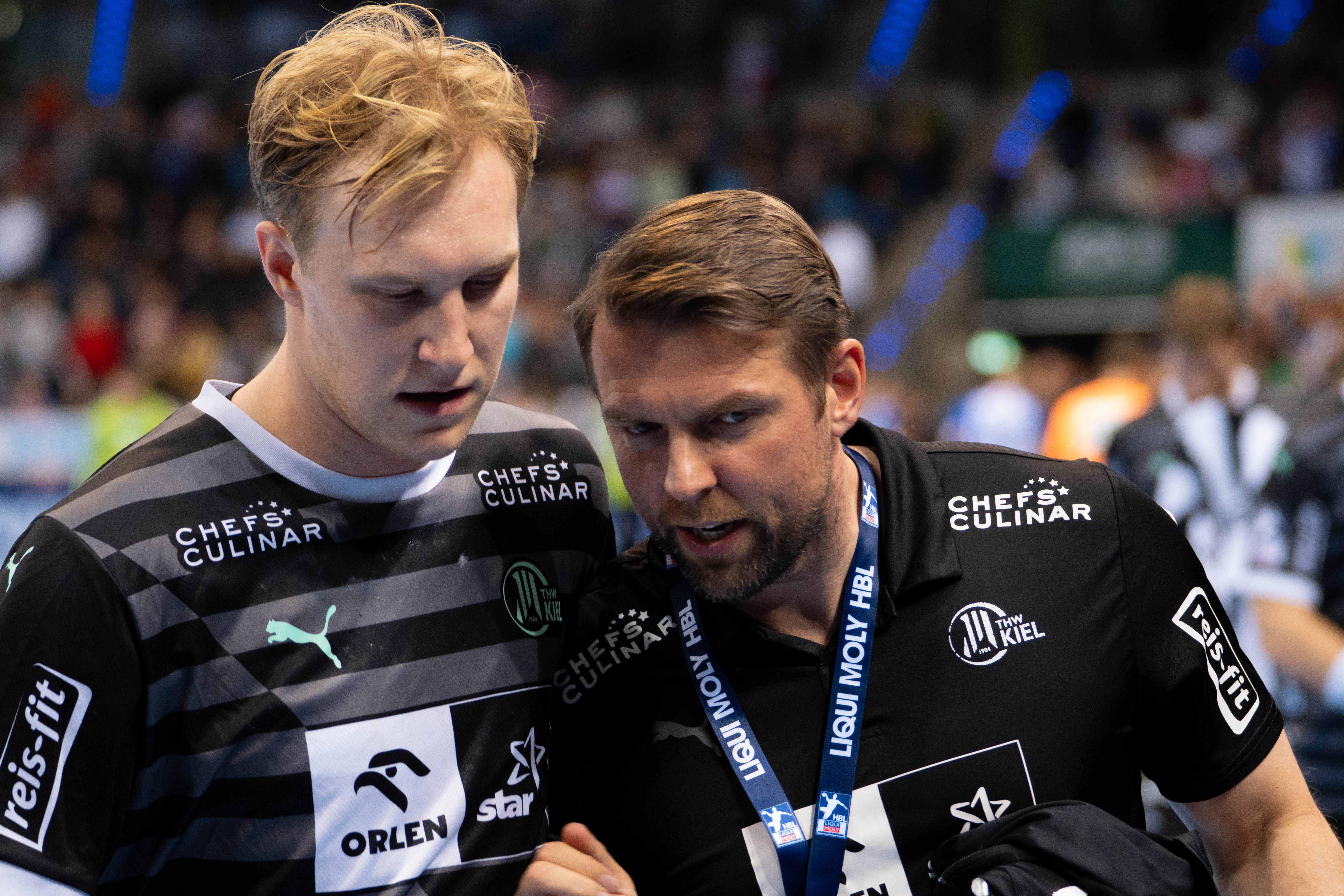
Christian Sprenger (rechts) als Co-Trainer des THW Kiel

Zum Saisonende 2008/09 verließ Sprenger den SC Magdeburg und wechselte zum THW Kiel. Der Verein erhielt dafür, da Sprenger noch einen gültigen Vertrag bis 2010 hatte, 250.000 € Ablösesumme. Mit dem THW Kiel gewann Christian Sprenger 2010, 2012, 2013, 2014 und 2015 die deutsche Meisterschaft, 2010 und 2012 die Champions-League, 2011, 2012, 2013 und 2017 den DHB-Pokal, 2011, 2012 und 2014 den DHB-Supercup sowie 2011 den Super Globe. Nach der Saison 2016/17 beendete er seine Karriere, bleibt als Jugendkoordinator beim THW Kiel. Weiterhin war Sprenger als Co-Trainer beim TSV Altenholz vorgesehen, jedoch übernahm er im Sommer 2017 das Traineramt der U23-Mannschaft sowie das Co-Traineramt der Bundesligamannschaft des THW Kiels. Nach einem Jahr Unterbrechung ist er seit 2019 wieder Co-Trainer unter Filip Jícha.

### Nationalmannschaft
Im Dress der Nationalmannschaft lief er 86 mal auf und warf dabei 185 Tore.
Sein Länderspieldebüt gab er am 4. Januar 2002 gegen die Schweiz in Balingen. Er war Teilnehmer der EM 2006, bei der die deutsche Nationalmannschaft den 5. Platz belegte. Auch für die WM 2007 wurde er nominiert; aufgrund des Trainingsrückstandes durch mehrere Bänderrisse konnte er aber nicht berücksichtigt werden und wurde durch Stefan Schröder ersetzt. Bei der WM 2009 in Kroatien war er zusammen mit Stefan Schröder die erste Wahl auf Rechtsaußen. Er verletzte sich aber schon im ersten Vorrundenspiel gegen Russland so schwer, dass er vorzeitig abreisen musste.

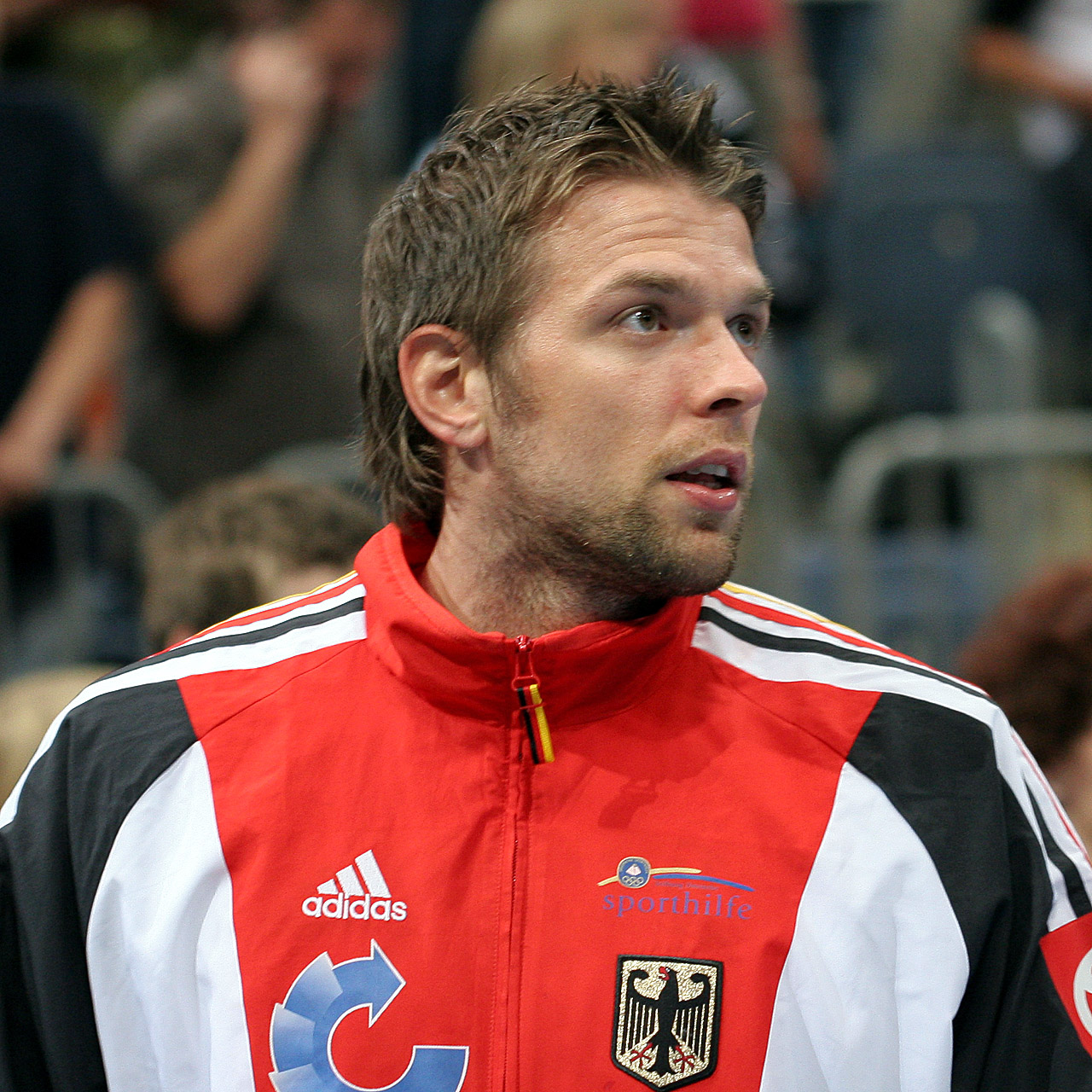
Christian Sprenger (2008)

Auch bei der EM 2010 in Österreich war er auf Rechtsaußen als Nr. 1 vor Stefan Schröder gesetzt, wobei letztgenannter bereits nach dem ersten Spiel verletzt ersetzt werden musste. Die Position Stefan Schröders nahm daraufhin Christian Schöne ein, welcher bei der WM 2009 Sprenger ersetzte, als er sich im Auftaktspiel verletzte und Stefan Schröder grippebedingt passen musste. Die DHB-Auswahl belegte am Ende den 10. Platz.
Bei der Europameisterschaft 2012, als Deutschland den siebten Platz belegte, wurde er als bester Rechtsaußen in das All-Star-Team gewählt. Am 19. März 2012 gab er seinen Rücktritt aus der Nationalmannschaft aufgrund zu hoher Vereinsbelastungen und der verpassten Olympiaqualifikation bekannt.

## Erfolge

### Auf Vereinsebene
mit dem THW Kiel
- Deutscher Meister 2010, 2012, 2013, 2014 und 2015
- Champions-League-Sieger 2010 und 2012
- DHB-Pokal 2011, 2012, 2013 und 2017
- Super-Globe-Sieger 2011
- DHB-Supercup 2011, 2012 und 2014

mit den SC Magdeburg Gladiators
- EHF-Pokal 2007
- EHF-Pokal-Finaleinzug 2005

Junioren Bereich des SC Magdeburg
- 4× Deutscher Jugendmeister (A- und B-Jugend)

### Mit der Nationalmannschaft
- 07. Platz EM 2012 in Serbien, Wahl ins All-Star-Team
- 10. Platz EM 2010 in Österreich
- Supercup für Nationalmannschaften 2009
- 05. Platz WM 2009 in Kroatien
- 05. Platz EM 2006 in der Schweiz

## Bundesligabilanz
| Saison    | Verein       | Spielklasse | Spiele | Tore | 7-Meter | Feldtore |
| --------- | ------------ | ----------- | ------ | ---- | ------- | -------- |
| 2002/03   | SC Magdeburg | Bundesliga  | 6      | 12   | 0       | 12       |
| 2003/04   | SC Magdeburg | Bundesliga  | 28     | 68   | 0       | 68       |
| 2004/05   | SC Magdeburg | Bundesliga  | 27     | 82   | 0       | 82       |
| 2005/06   | SC Magdeburg | Bundesliga  | 22     | 69   | 0       | 69       |
| 2006/07   | SC Magdeburg | Bundesliga  | 24     | 69   | 17      | 52       |
| 2007/08   | SC Magdeburg | Bundesliga  | 34     | 160  | 42      | 118      |
| 2008/09   | SC Magdeburg | Bundesliga  | 29     | 142  | 37      | 105      |
| 2009/10   | THW Kiel     | Bundesliga  | 33     | 116  | 4       | 112      |
| 2010/11   | THW Kiel     | Bundesliga  | 29     | 65   | 0       | 65       |
| 2011/12   | THW Kiel     | Bundesliga  | 32     | 79   | 0       | 79       |
| 2012/13   | THW Kiel     | Bundesliga  | 34     | 64   | 0       | 64       |
| 2013/14   | THW Kiel     | Bundesliga  | 31     | 38   | 0       | 38       |
| 2014/15   | THW Kiel     | Bundesliga  | 33     | 52   | 1       | 51       |
| 2015/16   | THW Kiel     | Bundesliga  | 24     | 33   | 0       | 33       |
| 2016/17   | THW Kiel     | Bundesliga  | 17     | 12   | 1       | 11       |
| 2002–2017 | gesamt       | Bundesliga  | 403    | 1061 | 102     | 959      |